# Profilometer

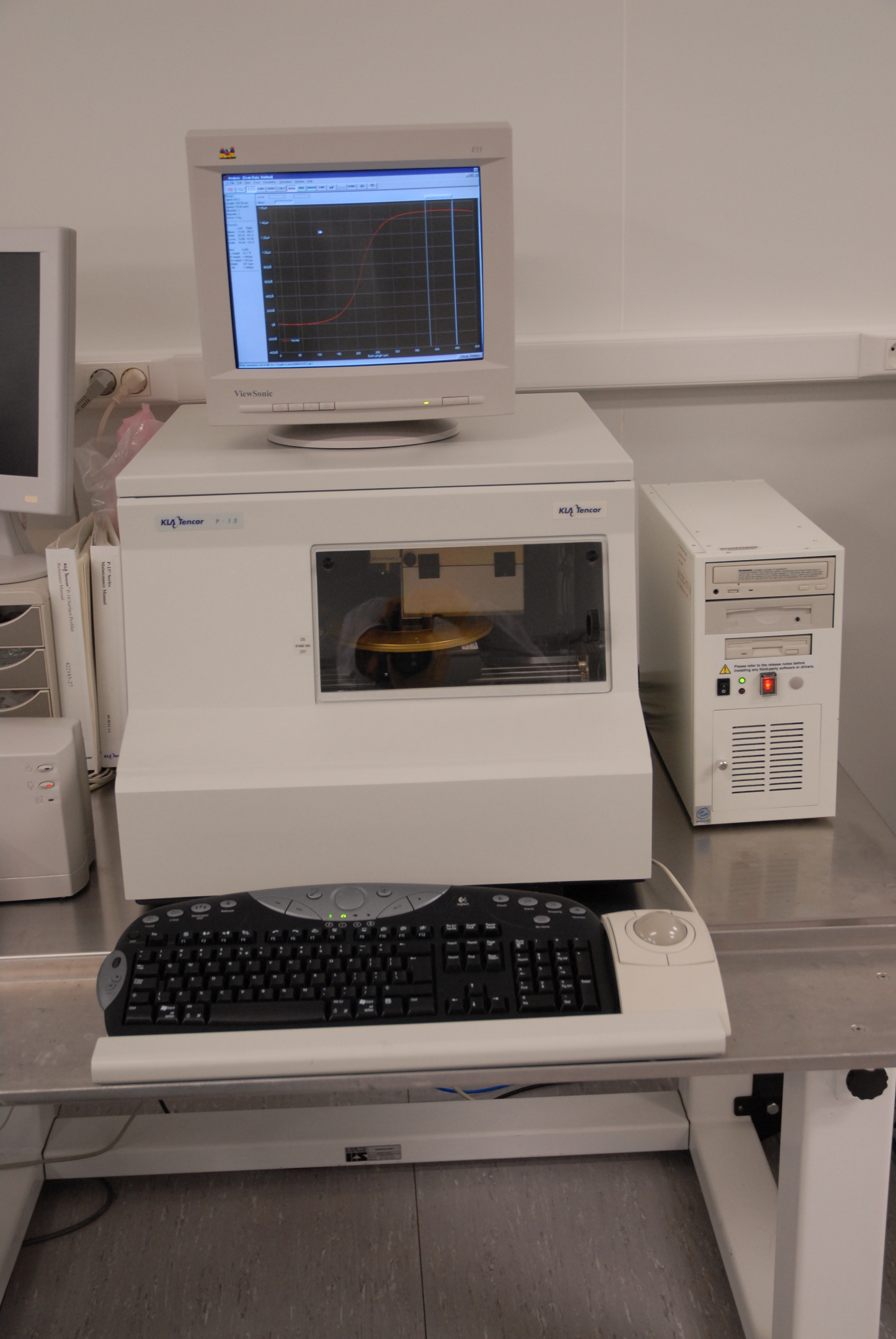
Rechnergestütztes Kontaktprofilometer

Ein Profilometer ist ein Messgerät zur zwei- oder dreidimensionalen Vermessung mikroskopischer oder submikroskopischer Oberflächentopografien. Profilometer arbeiten entweder taktil mit einer kleinen Diamantnadel, die die Oberfläche abtastet, oder berührungslos mit optischen Methoden wie der Konfokaltechnik oder der Laserprofilometrie bzw. der Weißlichtinterferometrie.
Die so gemessenen Profile werden typischerweise mit standardisierten Verfahren, beispielsweise nach ISO 25178 oder anderen Methoden der geometrischen Produktspezifikation (GPS), ausgewertet, um daraus charakteristische Kenngrößen abzuleiten. Die technische Bedeutung von Profilometern ergibt sich aus dem entscheidenden Einfluss der Oberflächencharakteristik auf das Materialverhalten.